# FMA IA 53 Mamboretá
El FMA IA 53 Mamboreta (vocablo guaraní para "mantis religiosa") es un avión agrícola de doble hélice diseñado por un equipo de ingenieros del Instituto de Aeronáutica de Córdoba del cual solo se construyeron 3 prototipos.

## Historia
El trabajo de diseño comenzó el 1 de octubre de 1964. Los diseñadores ya tenían cierta experiencia en la creación de sus propias aeronaves de uso agrícola, ya que desarrollaron (aunque sin mucho éxito) una versión agrícola del FMA I.Ae. 46 Ranquel: el FMA I.A. 51 Tehuelche. El avión recibió la designación IA 53 Mamboretá, y se presentó por primera vez al público en general en 1965. El avión estaba destinado a fumigaciones aéreas, aunque también podría utilizarse como remolque para planeadores.
El prototipo del avión fue denominado LV-X-33 y realizó su primer vuelo el 10 de noviembre de 1966 bajo el control del piloto de pruebas de FMA, el comandante Pedro Luis Rosell. En el mismo mes, se hizo un segundo prototipo del IA 53 destinado a pruebas estáticas.
A pesar de las buenas prestaciones de la aeronave, esta no tuvo mucha demanda, por lo que la FMA se dedicó a fabricar aeronaves agrícolas bajo licencia y a modificar aeronaves de diseño propio para dichos roles.

### Avión sobreviviente
Un ejemplar fue transferido al Museo Nacional de Aeronáutica en la provincia de Buenos Aires. El avión fue repintado y actualmente está en exhibición en el hangar número 3 del museo con la matrícula PGAX-01.

## Construcción y diseño
El Mamboretá es un monoplano monomotor de ala baja para dos ocupantes en posición de tándem. El marco del fuselaje está hecho con tubos de acero AISI 4130 y revestido con fibra de vidrio y duraluminio, las alas están construidas totalmente en metal, incluso los alerones y los flaps están hechos de metal ranurado; el empenaje de la cola también está fabricado en metal.
La aeronave está equipada con un motor Continental O-470-E con 225 HP de potencia, ó, a petición del cliente, ésta podía montar un motor Lycoming O-540-B2B5 de 235 HP, independientemente del motor elegido, la aeronave era impulsada por una hélice de doble pala McCauley A-200 FM-9047. La aeronave cuenta con 2 tanques de combustible en la parte externa de las alas con capacidad de 220 litros de combustible y 11.5 litros de reserva entre ambos. La aeronave cuenta también con una tolva capaz de almacenar hasta 650 litros de producto químico para fumigar.

## Especificaciones
Datos de
Características generales
- Asientos: 2
- Longitud: 8.20 m (26 ft 11 in)
- Envergadura: 11.60 m (38 ft 1 in)
- Altura: 3.30 m (10 ft 10 in)
- Superficie alar: 21.52 m² (231.6 sq ft)
- Perfil alar: NACA 4412
- Peso vacío: 844 kg (1,861 lb)
- Peso máximo al despegue: 1,525 kg (3,362 lb)
- Capacidad de combustible: 220 L (48 imp gal; 58 US gal) (incluyendo reservas)
- Planta motriz: 1 × Lycoming O-540-B2B5 de 175 kW (235 hp) o 1 × Continental O-470-E225 de 168 kW (225 hp)
- Hélice: 1 × McCauley A-200 de doble pala

Rendimiento
- Velocidad máxima: 215 km/h (134 mph; 116 kn)
- Velocidad crucero: 185 km/h (115 mph; 100 kn)
- Alcance: 650 km (404 mi; 351 nmi)
- Techo de servicio: 3,600 m (11,800 ft)
- Régimen de ascenso: 3.84 m/s (755 ft/min)